# Кадочникова, Лариса Валентиновна
Лари́са Валенти́новна Ка́дочникова (род. 30 августа 1937, Москва) — советская и украинская актриса театра и кино. Народная артистка Украины (1992), Народная артистка Российской Федерации (2004), лауреат Национальной премии Украины им. Тараса Шевченко.

## Биография
Родилась 30 августа 1937 года в Москве.
В детстве занималась балетом.
В 1961 году окончила ВГИК (мастерская Бориса Бибикова и Ольги Пыжовой).
В 1961—1964 гг. — актриса театра «Современник», затем — Киевской киностудии имени А. П. Довженко. С 1964 года — актриса Киевского Академического русского драматического театра имени Леси Украинки.
Скорее всего, секрет моей внешности — во внутреннем положительном заряде: я никому не завидую.
Будучи студенткой ВГИКа, с 18 лет имела роман с художником Ильёй Глазуновым, длившийся три года. Они познакомились на выставке, куда Лариса пришла с матерью: «Глазунов спросил: „Это ваша дочь? Какие замечательные у неё глаза. Её надо писать непременно“. Мама была счастлива…».
Украинская журналистка Таисия Бахарева называет Ларису Кадочникову любимой актрисой Сергея Параджанова.
8 января 2025 года отказалась говорить на украинском языке, рассказывая историю о том, как Сергей Параджанов вернулся в Киев из тюрьмы , на вручении Премии имени Сергея Параджанова в Киеве после требования журналиста Руслана Кошовенко. После этого Национальный союз кинематографистов Украины призвал не причислять к врагам Украины представителей старшего поколения, которые упорно продолжают общаться на русском.

### Семья
- Отец — Валентин Иванович Кадочников (1912—1942) — художник, режиссёр-мультипликатор, любимый ученик Эйзенштейна[3], умер в эвакуации от воспаления лёгких
- Мать — Нина Алисова, актриса
- Брат — Вадим Алисов, оператор
- Отчим — Пётр Николаевич Кузнецов, оператор
- Первый супруг — Юрий Ильенко, кинооператор, режиссёр, сценарист
- Второй супруг — Михаил Саранчук, в прошлом директор Театра русской драмы имени Леси Украинки[4][5]

## Фильмография
- 1959 — Последний лист — Джонси[8]
- 1959 — Василий Суриков — Елизавета Августовна Сурикова, жена художника
- 1960 — Мичман Панин — Жозефина
- 1960 — Воскресение — дьячиха[9]
- 1963 — Улица Ньютона, дом 1 — Лариса
- 1964 — Тени забытых предков — Маричка Гутенюк
- 1965 — Время, вперёд! — Катя
- 1965 — Родник для жаждущих — Соломия / Параска
- 1968 — Вечер накануне Ивана Купала — Пидорка
- 1969 — Комиссары — Шура, учительница
- 1971 — Белая птица с чёрной отметиной — Дана
- 1972 — Наперекор всему — Бояна
- 1973 — Аннушка (в киноальманахе «Красный агат») — Аннушка / Надя
- 1974 — Мечтать и жить — Мария
- 1975 — На край света… — врач
- 1976 — Предположим, ты капитан… — мама Алёши
- 1976 — Время — московское — Анна
- 1978 — Море — Вера
- 1978 — Хористка (короткометражный) — дама
- 1979 — Взлёт — Варвара Евграфовна Циолковская
- 1980 — Красное поле — Кира
- 1980 — Чёрная курица, или Подземные жители — маменька
- 1981 — История одной любви — Анна Алексеевна
- 1982 — Пусть он выступит — Маргарет Чалмерс, дочь Энтони Старкуэтера, жена Томаса Чалмерса, мать Томми
- 1986 — Голубая роза
- 1992 — Киевские просители
- 2005 — Происки любви
- 2005 — Седьмое небо — мать Лиды
- 2006 — А жизнь продолжается
- 2006 — Четвёртая группа — тётя Нина
- 2008 — Садовник — Тетя Соня, мама Миши
- 2009 — Сюрприз — Инна Павловна, мать Ивана
- 2016 — 25-й час — Анна Николаевна

Документалистика:
- 2005 — Борислав Брондуков. Последний сеанс

## Театральные работы

### Театр имени Леси Украинки (Киев)
1. 1964 — «Чти отца своего»
2. 1964 — «104 страницы про любовь» Э. Радзинского
3. 1965 — «На диком бреге» Б. Полевого
4. 1965 — «Дачники» М. Горького
5. 1965 — «Недотрога»
6. 1965 — «Кто за? Кто против?»
7. 1966 — «Поднятая целина» М. Шолохова
8. 1966 — «Насмешливое моё счастье»
9. 1966 — «Встречи поздние и ранние»
10. 1967 — «Традиционный сбор»
11. 1968 — «Оглянись во гневе» Д. Осборна
12. 1970 — «Разгром» А. А. Фадеева
13. 1972 — «Самый последний день» Б. Л. Васильева
14. 1972 — «Птицы нашей молодости»
15. 1972 — «Второе свидание»
16. 1973 — «Бесприданница» А. Н. Островского
17. 1973 — «Транзит»
18. 1974 — «Последние дни»
19. 1974 — «Вечерний свет»
20. 1975 — «Интервью в Буэнос-Айресе» Г. А. Боровика
21. 1976 — «Как важно быть серьёзным» О. Уайльда
22. 1977 — «Эта маленькая земля»
23. 1978 — «Горе от ума» А. Грибоедова
24. 1978 — «Отелло» Шекспира
25. 1979 — «Надеяться»
26. 1982 — «Вишнёвый сад» А. Чехова
27. 1982 — «Игрок» по роману Ф. Достоевского
28. 1982 — «Предел спокойствия»
29. 1982 — «Не был… не состоял… не участвовал»
30. 1983 — «Филумена Мартурано» Э. Де Филиппо
31. 1985 — «ОБЭЖ»
32. 1985 — «Рядовые»
33. 1986 — «Хищники»
34. 1987 — «Завтрак с неизвестными»
35. 1987 — «Священные чудовища»
36. 1987 — «Марья»
37. 1988 — «Цена»
38. 1991 — «Дама без камелий»
39. 1991 — «Без вины виноватые» А. Н. Островского
40. 1993 — «…пять пудов любви» по пьесе «Чайка» А. Чехова
41. 1993 — «Генералы в юбках»
42. 1994 — «Дом, где всё кувырком»
43. 1996 — «Двери хлопают»
44. 1999 — «Развод по-русски»
45. 2001 — «И всё это было… и всё это будет…»

- «Ревизор» Н. В. Гоголя — Анна Андреевна

## Награды и премии
- 1977 — Заслуженная артистка Украинской ССР

- 1991 — Национальная премия Украины имени Тараса Шевченко за исполнение роли Марички в фильме «Тени забытых предков»
- 1992 — Народная артистка Украины
- 1997 — Орден «За заслуги» III степени (19 августа 1997 года) — за выдающиеся достижения в труде, способствующие экономическом, научно-техническом и социально-культурном развитии Украины и по случаю шестой годовщины независимости Украины[10]
- 1997 — Специальный приз кинофестиваля «Стожары» за весомый вклад в киноискусство.
- 2004 — Народная артистка Российской Федерации (22 мая 2004 года) — за большой вклад в укрепление российско-украинских культурных связей[2]
- 2007 — Орден «За заслуги» II степени (20 августа 2007 года) — за значительный личный вклад в социально-экономическое, культурное развитие Украинского государства, весомые трудовые достижения и по случаю 16-й годовщины независимости Украины[11]
- 2013 — Орден «За заслуги» I степени (27 марта 2013 года) — за весомый личный вклад в развитие украинского театрального искусства, значительные творческие достижения, высокое профессиональное мастерство и по случаю Международного дня театра[12]
- 2017 — Лауреат премии «Киевская пектораль» в номинации «За весомый вклад в развитие театрального искусства»[13]

## Интервью
- актриса Лариса Кадочникова: «Никакая косметика не сохранит женщину так, как это сделает заботливый мужчина». Газета «Факты и комментарии» facts.kiev.ua (7 марта 2000). Дата обращения: 27 октября 2009. Архивировано 9 апреля 2012 года.
- Труд: Лариса Кадочникова: Глазунова я любила, а Ефремова — боготворила. trud.ru (1 сентября 2005). Дата обращения: 27 октября 2009.
- KP.UA // Актриса Лариса Кадочникова: «Никогда бы не поверила, что увижу киностудию безлюдной». kp.ua (28 апреля 2009). Дата обращения: 27 октября 2009. Архивировано 9 апреля 2012 года.